# Thorsten Schmitt
Thorsten Schmitt (Villingen-Schwenningen, 20 de septiembre de 1975) es un deportista alemán que compitió en esquí en la modalidad de combinada nórdica. Su hermano Martin compitió en salto en esquí.
Ganó una medalla de plata en el Campeonato Mundial de Esquí Nórdico de 2003, en la prueba por equipo. Participó en los Juegos Olímpicos de Nagano 1998, ocupando el sexto lugar en la misma prueba.

## Palmarés internacional
| Campeonato Mundial | Campeonato Mundial     | Campeonato Mundial | Campeonato Mundial       |
| Año                | Lugar                  | Medalla            | Prueba                   |
| ------------------ | ---------------------- | ------------------ | ------------------------ |
| 2003               | Val di Fiemme (Italia) | Medalla de plata   | TN + 4 × 5 km por equipo |